# RC-5
RC-5 ist ein Netzwerkprotokoll zur Datenübertragung über eine Infrarot-Schnittstelle und wird insbesondere bei Infrarotfernsteuerungen von Fernsehern oder Audiogeräten eingesetzt. Der Code wurde Ende der 1980er von der Firma Philips entwickelt.

## Aufbau
Die seriellen Datenbits werden zu einem Rahmen zusammengefasst und mittels Manchester-Code auf einer Trägerfrequenz von 36 kHz übertragen. Der Rahmen zu 14 Bit besteht aus:
- Einem Start-Bit, das immer logisch 1 ist und es dem Empfänger erlaubt, die korrekte Verstärkung für die nachfolgenden Datenbits zu wählen.
- Einem Field-Bit, das verwendet wird, um zwischen einem unteren Kommandobereich mit einem Wertebereich von  0 bis 63 und einem oberen Kommandobereich mit einem Wertebereich von 64 bis 127 zu unterscheiden.
- Einem Steuerbit, das bei jedem Tastendruck auf der Fernbedienung seinen Zustand wechselt. Damit kann zwischen dem permanenten gedrückt Halten einer Taste und dem wiederholten Drücken und Loslassen unterschieden werden.
- Einer 5 Bit langen Systemadresse zur Auswahl zwischen 32 verschiedenen Gerätearten.
- Einem 6 Bit langen Kommandowert, der eine Funktion aus einem Set von 64 Möglichkeiten (bzw. in Kombination mit dem Field-Bit 128) auswählt. Jeder Funktion, wie beispielsweise dem Verstellen der Lautstärke, ist dabei ein bestimmter Kommandowert zugeordnet.

Die zeitliche Dauer jedes gesendeten Bits beträgt 1,778 ms, die 14 Bits eines Rahmens benötigen 24,889 ms zur Übertragung. Der Datenrahmen wird bei gedrückter Taste alle 113,778 ms wiederholt.

## Modulation

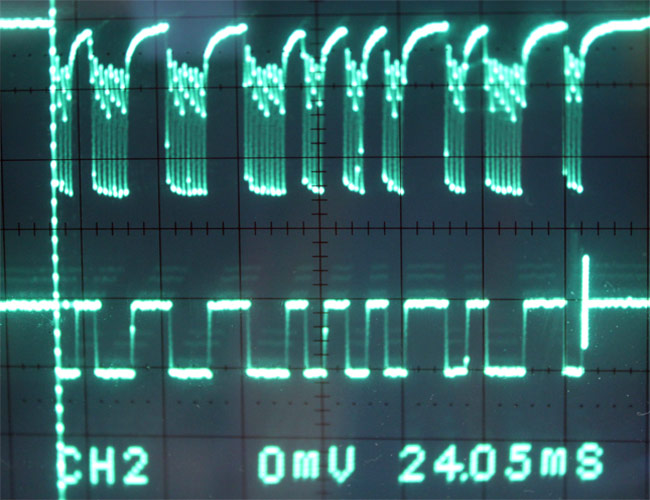
Vergleich moduliertes (oben) und demoduliertes Signal (Adresse=20, Kommando=13, Toggle=0)
Übertragenes Wort: 110 10100 001101 (fallende Flanke = 1)

Der mit einem 144-kHz-Generator erzeugte Rechteckträger wird mittels Manchester-Code codiert und hat seiner Frequenz  wegen Sendepulse von 6,9444 µs (1 Sekunde / 144 kHz = 1 Takt). Damit insgesamt ein mit 36 kHz moduliertes Signal erzeugt werden kann (1 Sekunde / (Impulsdauer + Pausendauer) = 36 kHz), müssen die Pausen  20,8332 µs (= 3 Takte) lang sein. Dabei wird für den "idle"-Zustand, also den logischen Wert, der vor und nach der Übertragung eingenommen wird, nichts gesendet (minimale bis keine Amplitude). Für den anderen logischen Wert wird das Rechtecksignal mit maximaler Amplitude gesendet. Dank dieser Modulation kann der Empfänger das Signal mit Hilfe eines Hochpassfilters vom Rauschen des Umgebungslichtes unterscheiden (insbesondere Netzschwingungen mit 50 Hz, welche von vielen Leuchten erzeugt werden). Um die Elektronik im Empfänger möglichst einfach zu halten, bedienen sich die Hersteller seit den 1990er Jahren meist einer integrierten Schaltung (IC) in einem gefärbten Kunststoffgehäuse, welches nicht-infrarotes Licht stark reduziert. Das Bauteil enthält einen Photodetektor, einen geregelten Verstärker und eine Demodulationsschaltung. Am Ausgang steht der digitale Manchestercode an, der zu Beginn in der Fernbedienung moduliert wurde.